# 曾至孝
曾至孝（Tsang Chi Hau，1990年1月12日—），生於香港，香港足球運動員，司職中堅，現時效力香港丙組聯賽球會荃灣。

## 球員生涯
曾至孝生於香港，成長於慈雲山，自小便連同弟弟曾健晃到慈雲山配水庫遊樂場跟隊，有時更與父親和表哥等親戚並肩作戰，及後加入由父親創辦的球隊駿馬，並為球隊贏得不少錦標。
2005年開始，曾至孝效力以年輕球員組成的香港09，到2007年加盟同樣以年青球員為班底的甲組升班馬華家堡，展開甲組生涯。
直到2008年5月8日，華家堡班主林鶴齡因為球隊成績不佳而宣佈散班，曾至孝則追隨領隊陳曉明與教練李健和加盟老牌球會東方，惟東方於2009年夏季宣佈將會退出甲組聯賽行列，並且要求降落丙組聯賽作賽。
曾至孝轉會改組青春班的愉園，並穩佔正選，最終愉園護級失敗降落乙組聯賽作賽，而他於2010年夏季轉投傑志，與弟弟曾健晃繼童年時效力由父親所創辦的駿馬足球隊後再度成為隊友，亦是兩兄弟首次在十一足球賽場合作。 不過他隨即外借到友會大中。
2011年夏季，曾至孝再外借至以年輕球員組成的甲組新球隊港菁，更獲委任為球隊隊長，終於證明其實力，多次在後防一夫當關，抵抗南華和飛馬等勁旅。
直到2012年夏季，他結束外借生涯重返傑志效力，期間獲中超及中甲球會垂青，惟碰巧是亞協盃開始前夕，缺乏華人球員的傑志選擇不放行。
2015年7月，曾至孝重投前球會東方。他在2016年10月15日作客冠忠南區的聯賽正選登場，惟在51分鐘在禁區侵犯南區球員蘇沙被判12碼，但蘇沙親自處理12碼被東方龍獅隊長葉鴻輝救出，最後皮球彈到曾至孝身上再溜入龍門，結果東方龍獅以3–1勝出。
2017/18球季初，曾至孝只上陣兩場，便因操練時右膝十字韌帶撕裂而缺席當季餘下賽事。
2019年1月，東方龍獅將曾至孝外借至香港飛馬。
2019年7月，曾至孝加盟佳聯元朗。
2020年6月，曾至孝再度加盟愉園。

## 國際賽生涯
2010年9月，曾至孝獲香港奧運代表隊徵召。
2012年2月3日，曾至孝首度獲香港代表隊徵召，入選主場出戰中華台北代表隊的集訓名單。
2015年9月4日，曾至孝獲香港隊補選，代替受傷退隊的隊長陳偉豪出戰世界盃外圍賽。

## 球場以外
曾至孝胞弟曾健晃同為足球員，曾效力港超聯球會香港飛馬。
曾至孝曾擔任兼職模特兒，於2011年接拍戰神安全套廣告，成為網上討論區的話題人物，因而被球迷及隊友給予「戰神」的稱號。

## 榮譽
東方龍獅
- 香港超級聯賽冠軍（2015–16季度）
- 香港高級組銀牌冠軍（2015–16季度）
- 香港社區盃冠軍（2016年）

香港代表隊
- 港澳埠際賽冠軍（2010、2013年）

## 外部連結
- 香港足球會總會網頁球員註冊資料 （页面存档备份，存于）